# 해체

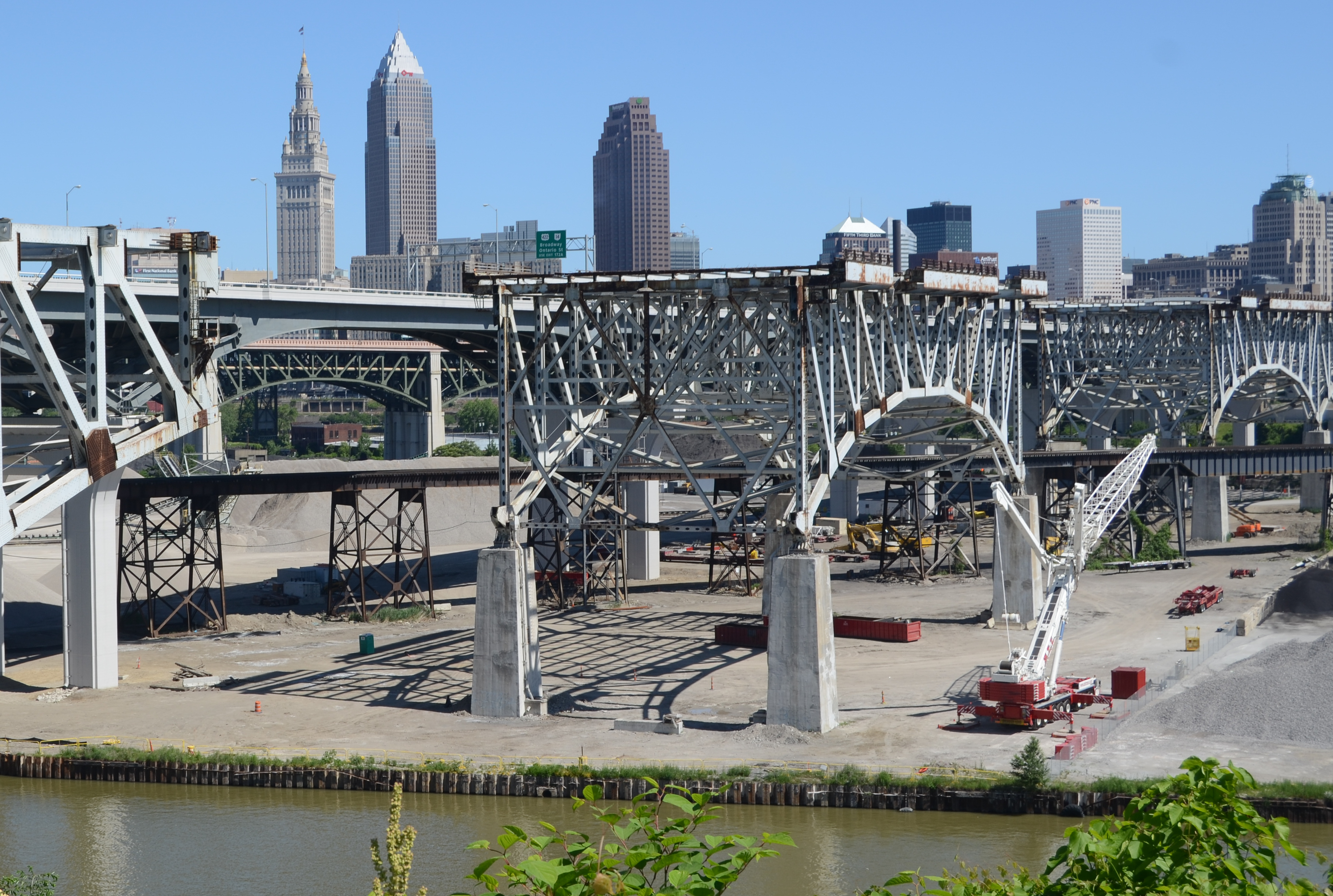
미국 클리블랜드에서 노후된 교량을 해체하는 모습.

해체(解體, deconstruction)란 건물 따위 구조물을 허물어뜨리는 과정 중 하나이다. 허물어뜨리는 과정에서 나오는 자재 및 부산물을 재활용하고 폐기물 관리에 신경쓰는 측면에서 세심하게 이루어지는 과정을 말하며, 이와 반대로 그냥 부숴 버리는 것은 파괴(demolition)라고 한다.

## 같이 보기
- 치수석재
- 그린 빌딩
- 아티큘레이션 (건축)
- 역공학